# Stazione di Coppella
La stazione di Coppella è una stazione che serviva la località Coppella, nel comune di Petacciato, in provincia di Campobasso. La stazione è attraversata dalla linea Adriatica.